# فورت مایرز بیچ (فلوریدا)
فورت مایرز بیچ (به انگلیسی: Fort Myers Beach) شهرکی در شهرستان لی ایالت فلوریدا است که در سال ۱۹۹۵ بنیان‌گذاری شده‌است. این شهرک طبق سرشماری سال ۲۰۱۰ میلادی، ۶٬۲۷۷ نفر جمعیت داشته و مساحت آن نیز ۱۵٫۹ کیلومتر مربع است.

## نگارخانه

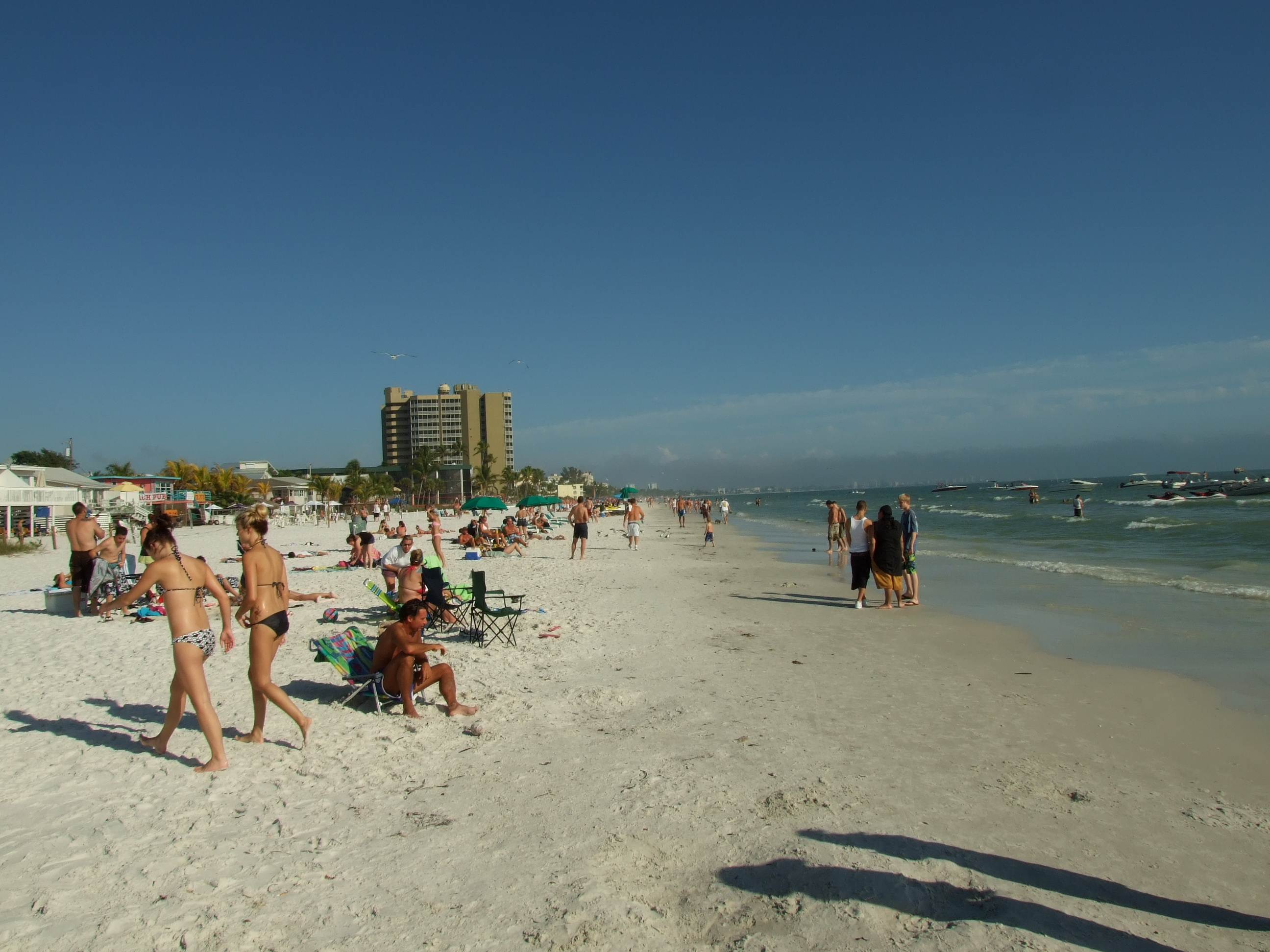
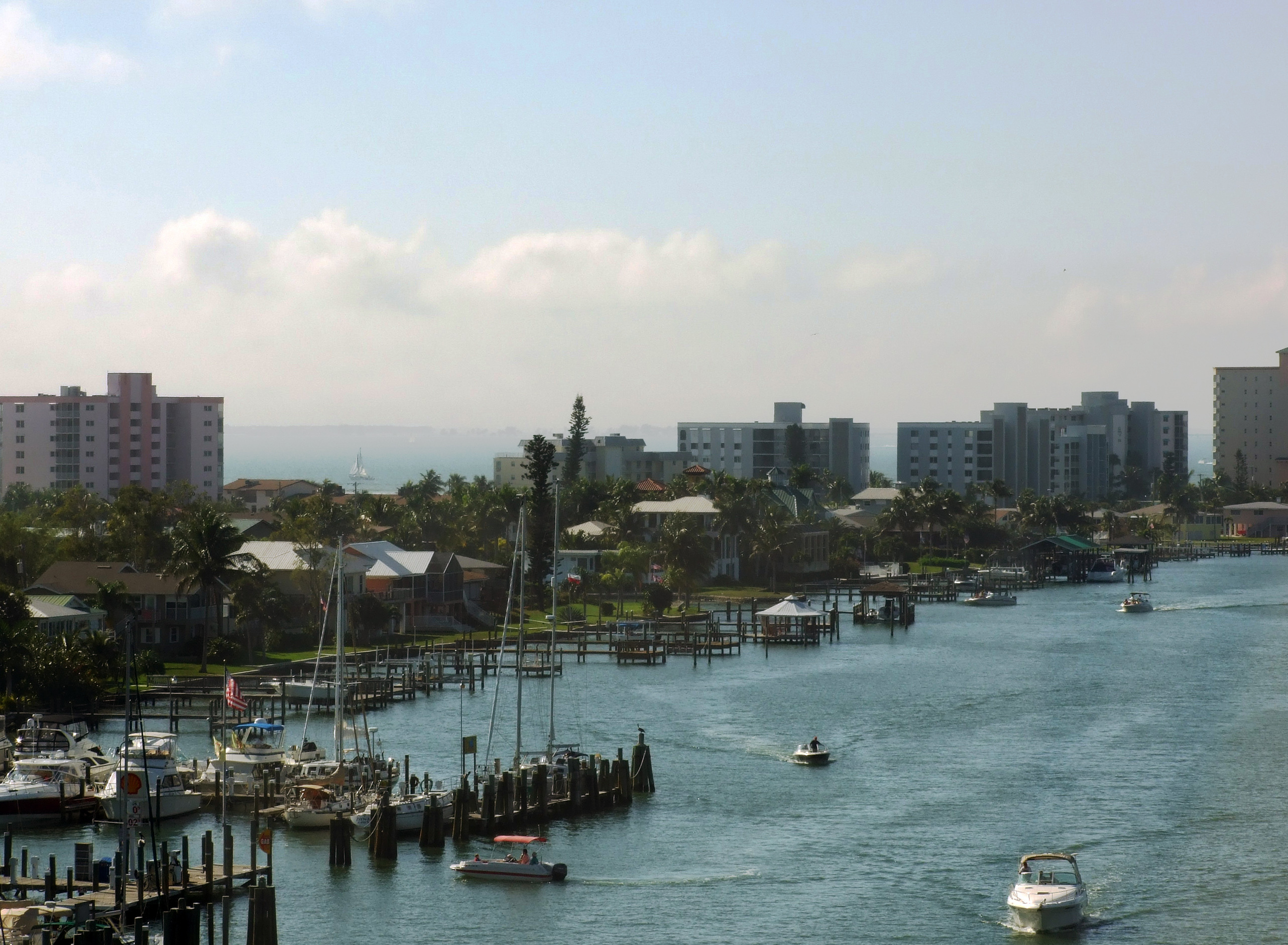